# Standing Still (chanson de Roman Lob)
Pour les articles homonymes, voir Standing Still.

Standing Still (Encore debout) est la chanson de l'artiste allemand Roman Lob qui représente l'Allemagne au Concours Eurovision de la chanson 2012 à Bakou, en Azerbaïdjan. Elle a été composée par Jamie Cullum.

## Eurovision 2012
La chanson est sélectionnée le 16 février 2012 lors de la finale nationale Unser Star für Baku, après 2 mois de compétition.
Elle participe directement à la finale du Concours Eurovision de la chanson 2012, le 26 mai 2012.